# 永瀬アンナ
永瀬 アンナ（ながせ アンナ、2005年〈平成17年〉3月31日 - ）は、日本の女性声優。東京都出身。81プロデュース所属。

## 略歴
幼い頃から舞台、芝居が好きであり、学芸会、演劇部での活動、発表を通し、人前で演技をする素晴らしさを感じていたという。
演技の勉強をしていく中で声の芝居をする機会に触れるが、その難しさに気付き、声の芝居を「もっと探求したい」という気持ちから声優を目指した。
2020年4月1日付で81プロデュースに所属。
2022年、テレビアニメ『サマータイムレンダ』の小舟潮役で初ヒロインを演じる。
2023年、第17回声優アワード新人声優賞を受賞。

## 人物
趣味・特技は読書、演劇鑑賞、イラスト、漫画制作、クラシックバレエ、ギター、トランペット、ピアノ、ダンス。

## 出演
太字はメインキャラクター。

### テレビアニメ
2021年
- バック・アロウ（トム）
- シャドーハウス
- BORUTO-ボルト- NARUTO NEXT GENERATIONS（子供）
- ビルディバイド -＃000000-（アイドル）

2022年
- サマータイムレンダ（小舟潮）
- ユーレイデコ（ハック）
- アオアシ（ジュニアユース生）
- ぼっち・ざ・ろっく！（インタビュアー、お客さん）
- 不滅のあなたへ（2022年 - 2023年、男の子、少女、少女の母）

2023年
- もういっぽん!（姫野紬）
- 大雪海のカイナ（盗賊団少年）
- メガトン級ムサシ（浅海未来）
- 青のオーケストラ（女子生徒、中学の同級生、オーケストラ部員、子ども）
- 山田くんとLv999の恋をする（生徒）
- 呪術廻戦 懐玉・玉折/渋谷事変（天内理子）
- カードファイト!! ヴァンガード will+Dress（デイブレイクメンバー）
- アンデッドガール・マーダーファルス（ルイーゼ）
- SHY（2023年 - 2024年、子供、犬山） - 2シリーズ
- 豚のレバーは加熱しろ（街の人々、踊り子）
- ドッグシグナル（2023年 - 2024年、泉律佳（幼少期）、しず 他）
- 新しい上司はど天然（紺野の友人）

2024年
- 結婚指輪物語（サトウ〈幼少期〉）
- 姫様“拷問”の時間です（陽鬼）
- ぶっちぎり?!（神まほろ）
- 悪役令嬢レベル99 〜私は裏ボスですが魔王ではありません〜（女子生徒）
- 戦国妖狐（迅火〈幼少期〉）
- 僕の心のヤバイやつ（三田）
- 望まぬ不死の冒険者（レント〈幼少期〉）
- 忘却バッテリー（圭〈幼少〉）
- 無職転生 II 〜異世界行ったら本気だす〜（女子生徒B）
- 転生したらスライムだった件（ゴブア）
- 多数欠（藤代紗綾）
- 異世界スーサイド・スクワッド（ハーレイ・クイン）
- ATRI -My Dear Moments-（生徒）
- きのこいぬ（こまこ）
- アオのハコ（2024年 - 2025年、船見渚）
- 歴史に残る悪女になるぞ（ジェーン）

2025年
- 全修。（広瀬ナツ子）
- ババンババンバンバンパイア（幼い李仁）
- ハニーレモンソーダ（女子生徒）
- 俺だけレベルアップな件 Season 2 -Arise from the Shadow-（副マスター）
- 外れスキル《木の実マスター》 〜スキルの実（食べたら死ぬ）を無限に食べられるようになった件について〜（シグネ・ジェイルドール）
- 一瞬で治療していたのに役立たずと追放された天才治癒師、闇ヒーラーとして楽しく生きる（ゾフィア）
- 小市民シリーズ（里村）
- 未ル わたしのみらい（マリオ〈幼少期〉）
- 日々は過ぎれど飯うまし（女子大生）
- ざつ旅-That's Journey-（男子小学生）
- 陰陽廻天 Re:バース（ユラ）
- 銀河特急 ミルキー☆サブウェイ（マキナ）
- フェルマーの料理（魚見亜由）
- 気絶勇者と暗殺姫（ティム）
- SANDA（小野一会）

2026年
- あかね噺（桜咲朱音）

### 劇場アニメ
- 大雪海のカイナ ほしのけんじゃ（2023年）
- BLOODY ESCAPE -地獄の逃走劇-（2024年、キャラバン隊女性）
- 劇場版 忍たま乱太郎 ドクタケ忍者隊最強の軍師（2024年、小姓）

### Webアニメ
- 爆丸アーマードアライアンス（2021年、オリバー）
- サイバーパンク エッジランナーズ（2022年、ボクサー、イザベラ）
- ライジングインパクト（2024年、ブリジット・バーロウ）
- モンスターストライク エル 堕天の覚醒（2024年、ナオミ）
- タコピーの原罪（2025年、東[26][初出 1]、直樹[初出 13]）

### ゲーム
2023年
- サマータイムレンダ Another Horizon（小舟潮）
- ストリートファイター6（市民）
- 悪魔執事と黒い猫（エルヴィラ）
- モンスターストライク（チコレット）
- 共闘ことばRPG コトダマン（天内理子）

2024年
- グランブルーファンタジー リリンク
- ファイナルファンタジーVII リバース
- ユニコーンオーバーロード（ミレー、幼アレイン、傭兵（タイプE）/ NPC）
- キュービックスターズ（アーノナイン）
- 鳴潮（熾霞）
- 18TRIP
- グランブルーファンタジー（さと）
- 聖剣伝説 VISIONS of MANA
- ロマンシング サガ2 リベンジオブザセブン（ナタリー）
- ホーリーアンデッド 〜非モテでぼっちの死霊術士が、聖女に転生してお友達を増やします〜（カロッテリーナ）

2025年
- クイズRPG 魔法使いと黒猫のウィズ（エトセトラ）
- 無期迷途（グレイヴ）

### 吹き替え

#### 映画
2021年
- ウーマン・イン・ザ・ウィンドウ（シェリー）
- ジャングル・クルーズ（ツアー客少女）
- 若きバンパイアの憂鬱（エルシー）

2021年
- マリー・ミー（ルー・ギルバート〈クロエ・コールマン〉）

2022年
- アントラーズ（若い頃のジュリア・メドウズ）
- チャチャ・リアル・スムース（ローラ〈ヴァネッサ・バーグハート〉）

2023年
- Saltburn

2024年
- ルー、パリで生まれた猫（クレム〈キャプシーヌ・サンソン＝ファブレス〉）
- ファインド・ミー・フォーリング（アンナ〈アティナ・ロディトゥ〉）
- 無名

2025年
- シビル・ウォー アメリカ最後の日（ジェシー・カレン〈ケイリー・スピーニー〉）
- スーパーマン（カーラ・ゾー＝エル / スーパーガール〈ミリー・オールコック〉）

#### ドラマ
2018年
- インスティンクト -異常犯罪捜査-

2020年
- ラヴクラフトカントリー 恐怖の旅路（ルーシー、ドーラ少女）
- LA's FINEST/ロサンゼルス捜査官（ルビー）
- ザ・キャプチャー 歪められた真実（アビゲイル）

2022年
- ゴーストライター シーズン3（チャーリー〈デア・マクロード〉）

2024年
- モスクワの伯爵（ソフィア〈ボウ・ガドスドン〉）

2025年
- グースバンプス: バニシング（アレックス〈フランチェスカ・ノエル〉）

#### アニメ
2021年
- ロン 僕のポンコツ・ボット

2022年
- ベイマックス!（ソフィア）
- ズートピア+（タイラ）

2023年
- スター・ウォーズ:ヤング・ジェダイ・アドベンチャー（カイ・ブラストスター）
- スパイディとすごいなかまたち（ミズ・マーベル）

2024年
- 百妖譜（小玉）
- リンダはチキンがたべたい!（アフィア）

### オーディオブック
- 飽くなき欲の秘蹟（2022年、一色 ほか[46]）

### ラジオ
※はインターネット配信。
- サマータイムレンダRadio（2022年、超!A&G+※）
- サマータイムレンダRadio〜Another Horizon〜（2022年 - 2023年、YouTube※）

### 舞台
- 朗読劇「革命への行進曲 モーツァルトVS検閲官」（2023年8月5日、TOKYO FMホール） - ルイーザ・ピアニスト 役[47]
- 朗読劇『胡蝶ノ、ユメ』（2023年8月19日、TOKYO FMホール） - 大蔵ちとせ役[48]

### その他コンテンツ
- 『やまさん〜山小屋三姉妹〜』コミックス1巻発売PV（2023年、華歩[49]）

### シリーズ一覧
1. ↑  第1期（2023年）、第2期『東京奪還編』（2024年）

### 初出話一覧
1. 1 2 3 4 5 6 7 8 9 10 11 12 13 14  第1話初出
2. 1 2  第2話初出
3. 1 2  第3話初出
4. ↑  第18話初出
5. 1 2  第12話初出
6. ↑  第17話初出
7. ↑  第54話初出
8. ↑  第10話初出
9. ↑  第14話初出
10. 1 2 3  第7話初出
11. ↑  第22話初出
12. ↑  第11話初出
13. 1 2  第4話初出
14. ↑  第6話初出